# Hydrometroidea
Hydrometroidea är en överfamilj av insekter. Hydrometroidea ingår i ordningen halvvingar, klassen egentliga insekter, fylumet leddjur och riket djur. Enligt Catalogue of Life omfattar överfamiljen Hydrometroidea 12 arter. 
Kladogram enligt Catalogue of Life:
| Hydrometroidea | \| \| vattenmätare \| \| \| \| \| \| Macroveliidae \| \| \| \| |
|                | \| \| vattenmätare \| \| \| \| \| \| Macroveliidae \| \| \| \| |
|                | vattenmätare                                                   |
|                |                                                                |
|                | Macroveliidae                                                  |
|                |                                                                |

## Bildgalleri

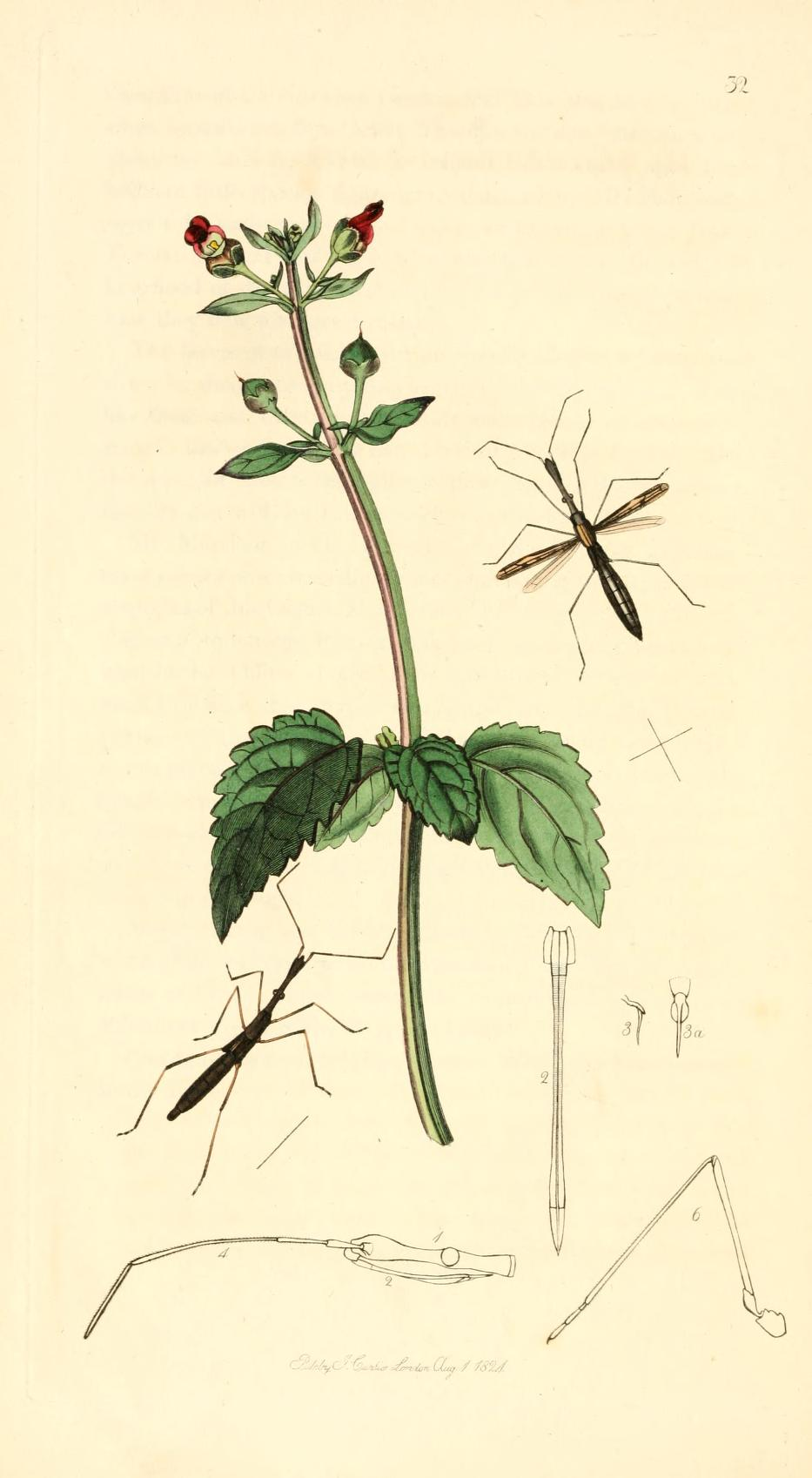
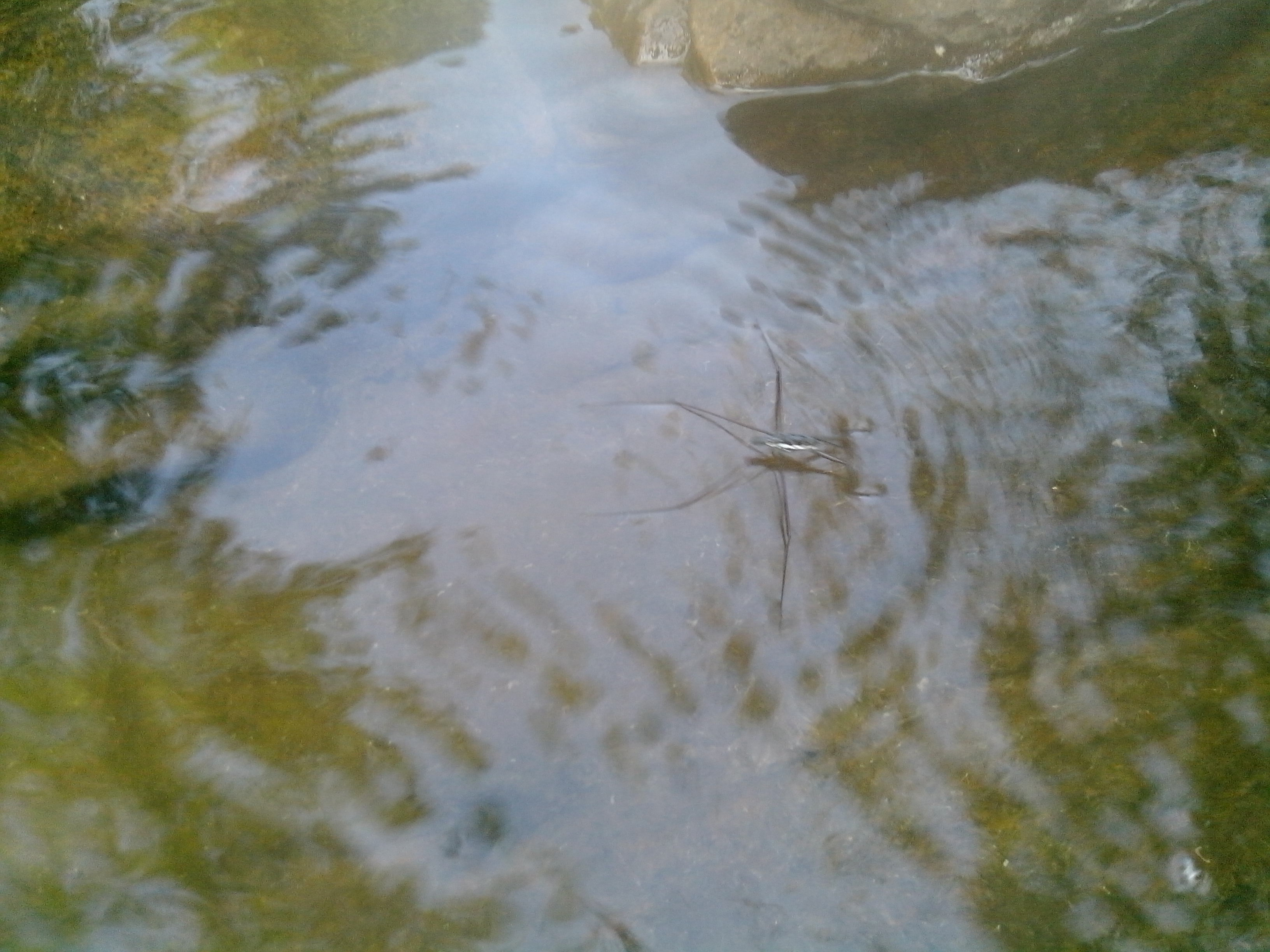
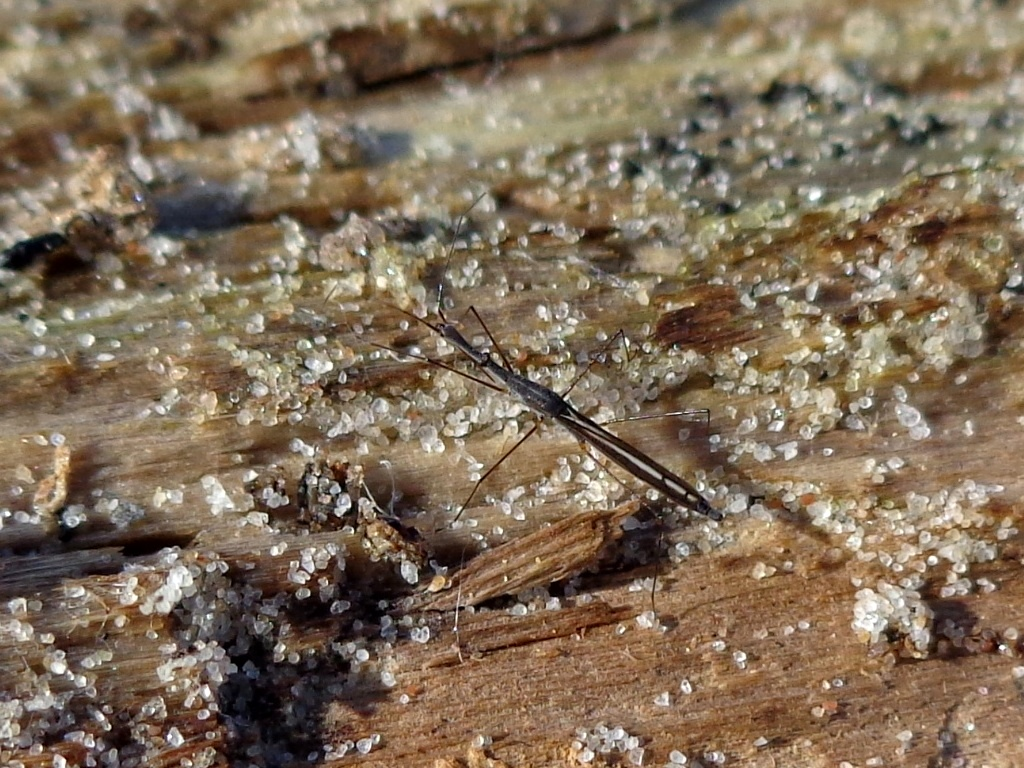
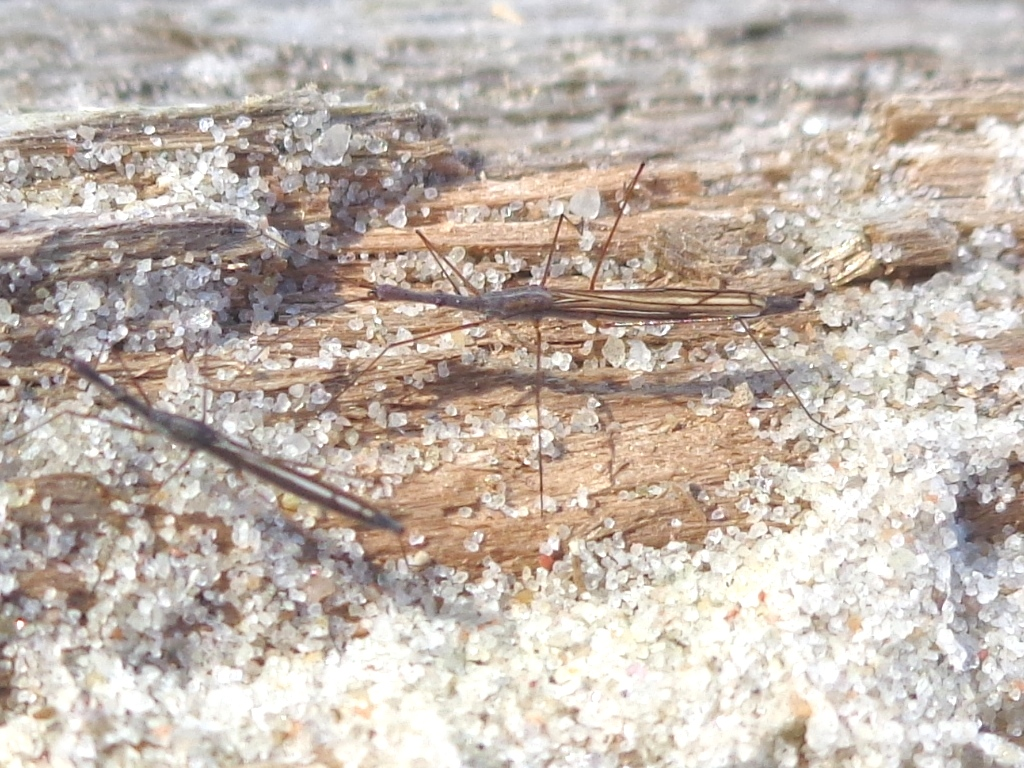
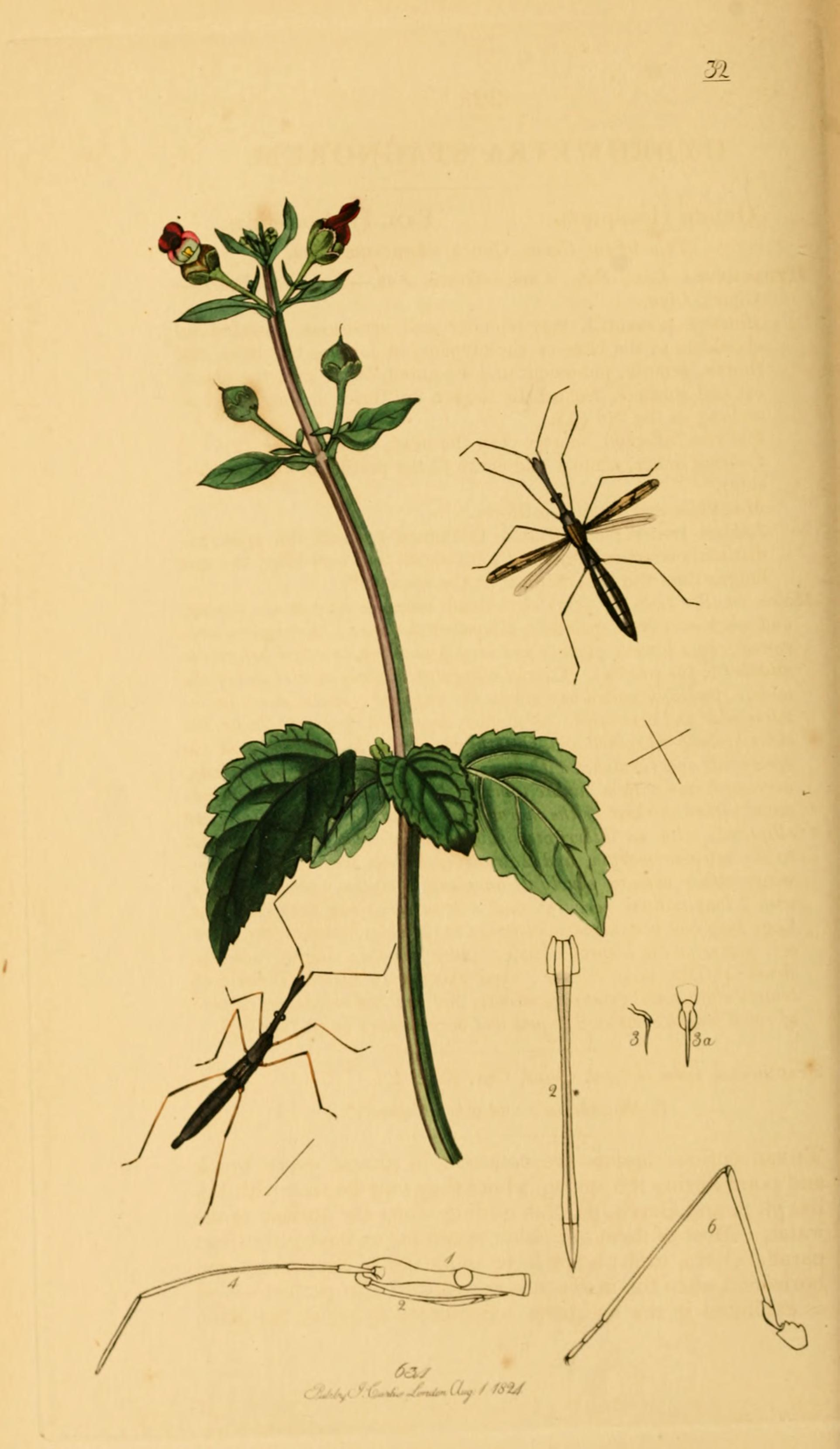
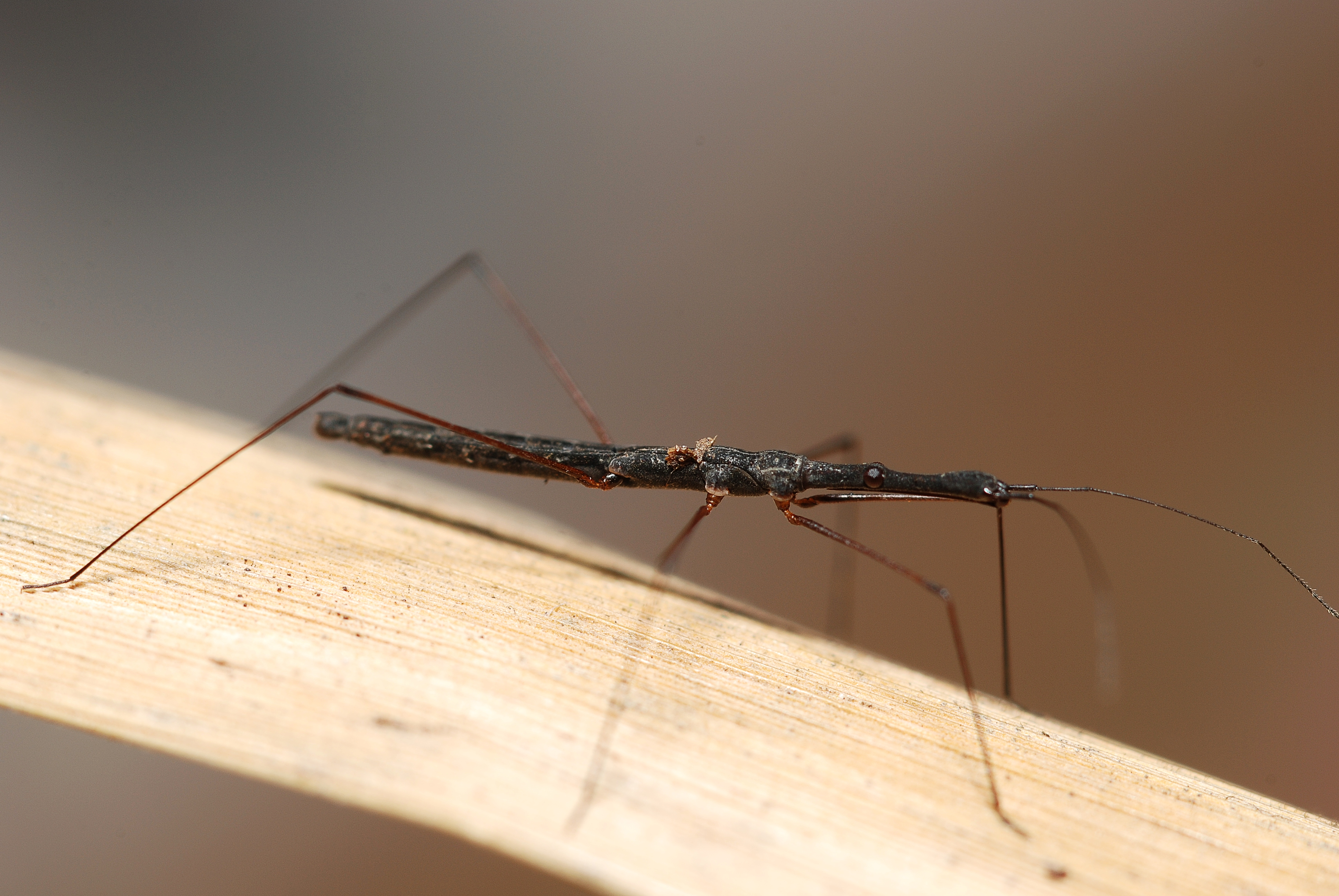